# Belső ellenőrzés
A belső ellenőrzés független, tárgyilagos bizonyosságot adó és tanácsadó tevékenység, amelynek célja, hogy az ellenőrzött szervezet működését fejlessze és eredményességét növelje. A belső ellenőrzés az ellenőrzött szervezet céljai elérése érdekében rendszerszemléletű megközelítéssel és módszeresen értékeli, illetve fejleszti az ellenőrzött szervezet kockázatkezelési, ellenőrzési és irányítási eljárásainak hatékonyságát. A jogszabályoknak és belső szabályzatoknak való megfelelést, valamint a gazdaságosságot, hatékonyságot és eredményességet vizsgálva a belső ellenőrzés megállapításokat és ajánlásokat fogalmaz meg a szervezet vezetője részére.
A költségvetési szerveknél a belső ellenőrzés kialakításáról és megfelelő működtetéséről a költségvetési szerv vezetője köteles gondoskodni. A belső ellenőrzést végző személy vagy szervezet tevékenységét a költségvetési szerv vezetőjének közvetlenül alárendelve végzi, jelentéseit közvetlenül a költségvetési szerv vezetőjének küldi meg. 

„
70. § (1) A belső ellenőrzés kialakításáról, megfelelő működtetéséről és függetlenségének biztosításáról a költségvetési szerv vezetője köteles gondoskodni. A belső ellenőrzést végző személy vagy szervezet tevékenységét a költségvetési szerv vezetőjének közvetlenül alárendelve végzi, jelentéseit közvetlenül a költségvetési szerv vezetőjének küldi meg. Az irányító szerv belső ellenőrzést végezhet
a) az irányítása alá tartozó bármely költségvetési szervnél,
b) a saját vagy az irányítása, felügyelete alá tartozó költségvetési szerv használatába, vagyonkezelésébe adott nemzeti vagyonnal való gazdálkodás tekintetében,
c) az irányító szerv által nyújtott költségvetési támogatások felhasználásával kapcsolatosan a kedvezményezetteknél és a lebonyolító szerveknél, és
d) az irányítása alá tartozó bármely, a köztulajdonban álló gazdasági társaságok takarékosabb működéséről szóló 2009. évi CXXII. törvény 1. § a) pontjában meghatározott köztulajdonban álló gazdasági társaságnál.
(2) A belső ellenőr bizonyosságot adó és tanácsadó tevékenysége keretében a jogszabályoknak és belső szabályzatoknak való megfelelést, a tervezést, gazdálkodást, és a közfeladatok ellátását vizsgálva megállapításokat és javaslatokat fogalmaz meg a költségvetési szerv vezetője részére. A belső ellenőr ezenkívül más tevékenységbe nem vonható be.
(3) A belső ellenőrzést végző személy az ellenőrzött szervnél minősített adatot, üzleti titkot tartalmazó iratokba és más dokumentumokba is betekinthet, azokról másolatot, kivonatot kérhet, személyes adatokat kezelhet az adatvédelmi, illetve a minősített adat védelmére vonatkozó előírások betartásával.
(4) Aki költségvetési szervnél belső ellenőrzési tevékenységet kíván végezni, köteles az erre irányuló szándékát a szolgáltatási tevékenység megkezdésének és folytatásának általános szabályairól szóló törvény szerint az államháztartásért felelős miniszter részére bejelenteni. Költségvetési szervnél belső ellenőrzési tevékenységet csak az végezhet, aki cselekvőképes, büntetlen előéletű, nem áll a belső ellenőrzés körébe tartozó tevékenység vonatkozásában a foglalkozástól eltiltás hatálya alatt, továbbá rendelkezik a jogszabályban előírt végzettséggel és gyakorlattal.
(4a) Az ellenőrzés során a büntetlen előéletet igazoltnak kell tekinteni akkor is, ha a kérelmező munkáltatója igazolja, hogy a kérelmező jogszabály alapján büntetlen előélethez vagy nemzetbiztonsági ellenőrzéshez kötött munkakörben dolgozik.
(5)300 Az államháztartásért felelős miniszter a belső ellenőrzési tevékenység folytatására jogosult személyekről vezetett nyilvántartás tartalmazza az érintett
a) természetes személyazonosító adatát,
b) nyilvántartási számát,
c) lakcímét vagy tartózkodási helyének címét,
d) értesítési címét,
e) telefonszámát,
f) elektronikus elérhetőségét,
g) felsőfokú iskolai végzettségét igazoló oklevelének számát, a kiállító intézmény nevét és a kiállítás keltét,
h) egyéb képesítéseinek megnevezését, az ezen képesítést igazoló oklevél vagy bizonyítvány számát, a kiállító intézmény nevét, a kiállítás keltét,
i) a szakmai gyakorlat időtartamát vagy a gyakorlat alóli felmentést igazoló dokumentum meglétére vonatkozó utalást, és
j) a kötelező szakmai továbbképzésen történő részvétel idejét.
(5a) Az (5) bekezdés szerinti nyilvántartás az (5) bekezdés b), és g)-j) pontjában meghatározott adatok tekintetében közhiteles hatósági nyilvántartásnak minősül.
(6) Az (5) bekezdésben meghatározott adatok közül a belső ellenőr nyilvántartási száma, neve és választása alapján az (5) bekezdés c)-f) pontjában meghatározott adatainak egyike nyilvános, ezen adatokról bárki tájékoztatást kaphat. A nyilvántartásba vételt végző szervezet a nyilvántartásban szereplő belső ellenőr nyilvános adatait honlapján nyilvánosságra hozza, és biztosítja, hogy a nyilvános adatokról a nyilvántartásba vételt végző szervezettől bárki tájékoztatást kaphasson.
(7) Törölni kell a nyilvántartásból, aki a (4) bekezdésben, az (5) bekezdés szerinti nyilvántartásba vétel szabályait meghatározó jogszabályban foglaltakat vagy a kötelező továbbképzési kötelezettségre vonatkozó feltételeket nem teljesíti. A nyilvántartásba vétel, valamint a nyilvántartásból való törlés szabályait az államháztartásért felelős miniszter rendeletben állapítja meg. A nyilvántartásból törölt természetes személyek adatait a nyilvántartásba vételt végző szervezet a törlést követő tíz évig megőrzi.
(8) A belső ellenőri tevékenység bejelentésére a nyilvántartásba bejegyzett adatok módosítására és törlésére irányuló eljárásért az államháztartásért felelős miniszter rendeletében meghatározott igazgatási szolgáltatási díjat kell fizetni.”